# Peggy Sue
Peggy Sue ist ein Song des US-amerikanischen Rock-’n’-Roll-Musikers Buddy Holly aus dem Jahr 1957. Geschrieben wurde der Titel von Holly, Jerry Allison und Norman Petty. Im Jahre seiner Veröffentlichung erreichte das Stück Platz drei der Billboard-Charts. Der Rolling Stone führt das Lied auf Platz 194 der Liste der „500 besten Songs aller Zeiten.“

## Entstehung
Ursprünglich lautete der Titel des Liedes Cindy Lou, benannt nach Hollys Nichte, der Tochter seiner Schwester Pat Holley Kaiter. Später wurde der Titel in Peggy Sue geändert, nunmehr benannt nach der Freundin und späteren Ehefrau des Schlagzeugers der Crickets, der Schriftstellerin Peggy Sue Gerron (1940–2018). Ursprünglich waren als Autoren des Liedes nur Allison und Petty genannt. Erst nach Hollys Tod im Jahre 1959 wurde auf Allisons Bestreben auch Hollys Autorschaft genannt.
Holly und die Crickets spielten Peggy Sue am 29. Juni/1. Juli 1957 in Norman Pettys Studio in Clovis, New Mexico, ein. Neben Holly (Gesang/E-Gitarre) waren Joe B. Mauldin am Kontrabass und Jerry Allison am Schlagzeug als Musiker beteiligt. Prägnant an der Aufnahme von Peggy Sue, die von Norman Petty produziert wurde, ist unter anderem die Schlagtechnik Allisons, der durchgehend so genannte Paradiddles auf der Standtom spielte, deren Dynamik durch rhythmische Lautstärkeveränderungen während der Produktion unterstützt wurde. Sein Schlagzeug war so laut, dass es im Flur gespielt werden musste, wobei man die Tür zum Tonstudio offen ließ. Zusätzlich wurden die Anschlagsgeräusche, die Hollys Plektrum auf seiner E-Gitarre verursachten, gesondert aufgenommen, sodass sein Gitarrensound etwas perkussiv klingt. Petty schaltete die Echokammer aus und ein, um dem Schlagzeug einen rollenden Sound zu verschaffen.  
Im Liedtext erzählt der Sänger, wie sehr er sich nach dem Mädchen Peggy Sue sehnt, wie schön sie sei, und er gesteht ihr seine Liebe. Fast in jeder Refrainzeile des Textes kommt der Name Peggy vor, sogar repetitiv mehrfach hintereinander.

## Veröffentlichung und Erfolg

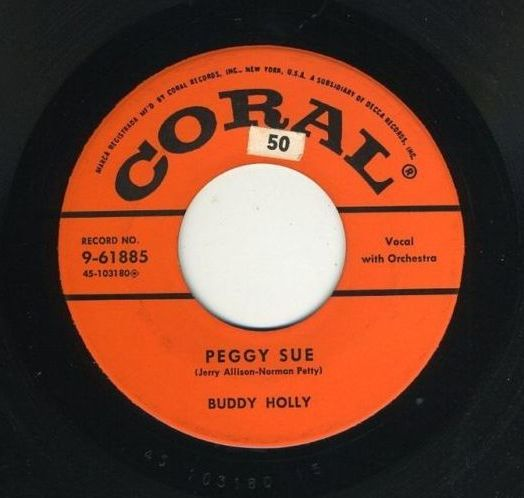
Buddy Holly – Peggy Sue, 1957

Das Stück wurde am 20. September 1957 von Hollys Plattenfirma Decca Records auf ihrem Sublabel Coral Records mit der B-Seite Everyday veröffentlicht (Coral 9-61885) – die Crickets erfuhren jedoch keine Erwähnung, die Single wurde lediglich unter Hollys Namen herausgebracht. Außerdem war das Stück auf Hollys LP Buddy Holly enthalten, die 1958 ebenfalls unter Coral auf den Markt kam. Die Zeitschrift Billboard bewertete die Single in seiner Ausgabe vom 30. September 1957 und urteilte wie folgt: „Holly, one of the Crickets, makes a strong solo bid on ‚Peggy Sue‘, a rockabilly item that can cop plenty of pop and c&w coin.“ Die Single erreichte Platz drei der Billboard-Pop-Charts und wurde zu einem von Hollys größten Hits. Mit einem Plattenumsatz von über 1,5 Millionen Exemplaren war es sein Bestseller.

## Peggy Sue Got Married
Holly schrieb kurz vor seinem Tod eine Fortsetzung von Peggy Sue mit dem Titel Peggy Sue Got Married (Peggy Sue hat geheiratet). Er nahm dieses Lied – nur begleitet von seiner Gitarre – im Dezember 1958 in seiner Wohnung in New York City auf. Nach seinem Tod wurde dieses Tonband entdeckt und mit zusätzlichem Gesang und weiteren Instrumenten unterlegt, die jedoch Hollys ursprüngliche Fassung fast vollständig überdeckten. Die ursprüngliche Fassung erschien erst auf der Kompilation The Complete Buddy Holly und wurde 1986 für den Soundtrack des gleichnamigen Spielfilms Peggy Sue hat geheiratet verwendet.